# María Dolores Moreno Molino
María Dolores Moreno Molino más conocida como Lola Moreno (Barcelona,  1976) es una política, licenciada en derecho, experta en violencia de género, profesora e inspectora de policía española.

## Biografía
Lola Moreno nació en Barcelona. Es licenciada en Derecho por la Universidad de Jaén (UJAEN), diplomada en Ciencias Policiales por la Universidad de Salamanca (USAL) y experta en Violencia de Género por la Universidad Nacional de Educación a Distancia (UNED).
Es inspectora del Cuerpo Nacional de Policía (CNP), donde ha trabajado durante 15 años en diferentes destinos, entre ellos, como instructora de régimen disciplinario y miembro del gabinete jurídico de la División de Formación y Perfeccionamiento.
En 2010 se incorporó como Jefa de la Unidad de Coordinación contra la Violencia sobre la Mujer en la Delegación del Gobierno en la Comunidad de Madrid. Posteriormente en 2014 se incorporó a la División de Formación y Perfeccionamiento como profesora titular del Departamento Jurídico del Centro de Altos Estudios Policiales, hasta de febrero de 2016 que fue nombrada directora general de la Mujer.
El día 22 de mayo de 2018 tomó posesión como Consejera de Políticas Sociales y Familia de la Comunidad de Madrid, en el gobierno autonómico presidido por Ángel Garrido.
Actualmente es la  alcaldesa de Majadahonda